# André Latarjet
Pour les articles homonymes, voir Latarjet.
André Latarjet, né le 20 août 1877 à Dijon et mort le 4 mai 1947 à Lyon, est un anatomiste français spécialiste des viscères et de leur innervation qui s'est également investi dans la formation des enseignants d'éducation physique et la médecine sportive. Il est le père du cancérologue Raymond Latarjet et du professeur de chirurgie pulmonaire Michel Latarjet.

## Biographie
André Latarjet est né à Dijon le 20 août 1877 au domicile de ses parents, Eugène Félix Latarjet, ingénieur civil, et Gualberte Malvina Gouy. Il épouse Suzanne Françoise Linossier à Paris 7e le 9 janvier 1911. Ami des peintres (Maurice Utrillo, Suzanne Valadon, Henry de Waroquier, Suzanne Marval), des écrivains (Antoine de Saint-Exupéry, Léon Werth) et des musiciens (Francis Poulenc, Darius Milhaud), il participe intensément avec son épouse à la vie culturelle lyonnaise. Il meurt à son domicile à Lyon 2e le 4 mai 1947.

## Recherche et enseignement

### Carrière médicale
Nommé interne des hôpitaux de Lyon en 1901, il travaille dans le laboratoire du professeur Léo Testut, qui lui conseille d'abandonner la chirurgie pour se consacrer entièrement à l'anatomie. Il devient professeur d'anatomie en 1919. Ses recherches portent surtout sur la vascularisation des viscères et leur innervation sympathique. Il donne son nom à la branche du nerf vague qui innerve le pylore ainsi qu'à une technique chirurgicale utilisée dans le traitement de l'ulcère gastro-duodénal.

### Publications
André Latarjet est resté célèbre pour sa collaboration aux nombreux tomes des traités d'anatomie de son maître, le professeur Léo Testut pour lequel il participe à un vibrant hommage en 1928 lors de son décès :
- Traité d'anatomie humaine en 1928 (8e réédition) et 1945 (9e réédition) ;
- Précis d'anatomie descriptive jusqu'à la 15e réédition qui ne sort des presses qu'en 1948 après son décès et auquel les anatomistes donnent communément le nom de Testut-Latarjet. Outre sa participation à cette œuvre monumentale, notons :
- André Latarjet, Etude sur les pharyngectomies, Lyon, Imprimeries Réunies, 1906 ;
- André Latarjet, Titres et travaux scientifiques du Dr André Latarjet, Lyon, Rey, 1907 ;
- André Latarjet, J. Murard, La vascularisation artérielle du thymus, Paris, Imprimeries Réunies, 1911 ;
- André Latarjet, P. Bonnet, Le plexus hypogastrique chez l'homme, Paris, Imprimeries Réunies, 1913 ;
- André Latarjet, Concours pour l'agrégation (1907) (section de pathologie externe et d'accouchement). Titres et travaux scientifiques du Dr André Latarjet, Paris, Jules Céas et fils, 1919 ;
- André Latarjet, P. Bonnet et A. Bonniot, Les nerfs du foie et des voies biliaires, Paris, Masson, 1920 ;
- André Latarjet et Ph. Rochet, Précis-atlas des travaux pratiques d'anatomie : dissection, anatomie de surface (3 fascicules), Paris, Doin, 1923 ;
- André Latarjet et Philippe Rochet, Précis-atlas des travaux pratiques d'anatomie : Cou, tête et tronc, Doin, 1926 ;
- André Latarjet, La physiologie du ski, Arthaud, 1936 ;
- André Latarjet et Michel Latarjet, Manuel d'anatomie appliquée à l'éducation physique, Paris, Doin, 1949, 1965.

## Engagements institutionnels
André Latarjet soutient la politique sociale et sportive d'Édouard Herriot en proposant à la mairie la mise en œuvre de cours d'éducation physique pour les enfants nécessiteux des milieux populaires et des expériences de mi-temps pédagogiques associées à une formation spécifique des instituteurs. Ces expériences seront généralisées plus tard par Jean Zay et Léo Lagrange. Il s'implique aussi dans la médecine sportive et la formation des enseignants d'éducation physique. À la rentrée scolaire d'octobre 1920, il crée en liaison avec Georges Demenÿ l'Institut lyonnais d'éducation physique (ILEP). Celui-ci devient le 18 février 1928 en un des premiers instituts régionaux d'éducation physique (IREP) après la création de celui de Bordeaux par Philippe Tissié. Le ministre de l'instruction publique qui signe le décret est Edouard Herriot lui-même.
En 1925 il se voit confier la direction du cours supérieur d'éducation physique qui a été déplacé de la Sorbonne à Vanves. Il intervient alors au niveau national sur la formation des enseignants d'éducation physique et sportive. Mais il n'oublie pas Lyon et reste directeur de l'ILEP jusqu'en 1947. Il participe aussi en 1926 à l'organisation de la fête fédérale de l'Union des sociétés de gymnastique de France (USGF) à Gerland qu'il marque de sa personnalité. Lyon organise ensuite chaque année sa Fête de la jeunesse. Entre 1933 et 1937, il est le troisième président de la Fédération internationale de médecine du sport où il succède à Frederik Jacobus Johannes Buytendijk. Son amitié avec Édouard Herriot offre un large écho à sa défense de l'enseignement du sport à l'école.

## Notoriété
Le musée d'anatomie de Lyon porte le nom de Léo Testut et d'André Latarjet. Une place de Lyon et un boulevard de Villeurbanne portent également le nom d'André Latarjet.